# Watergate (Club)

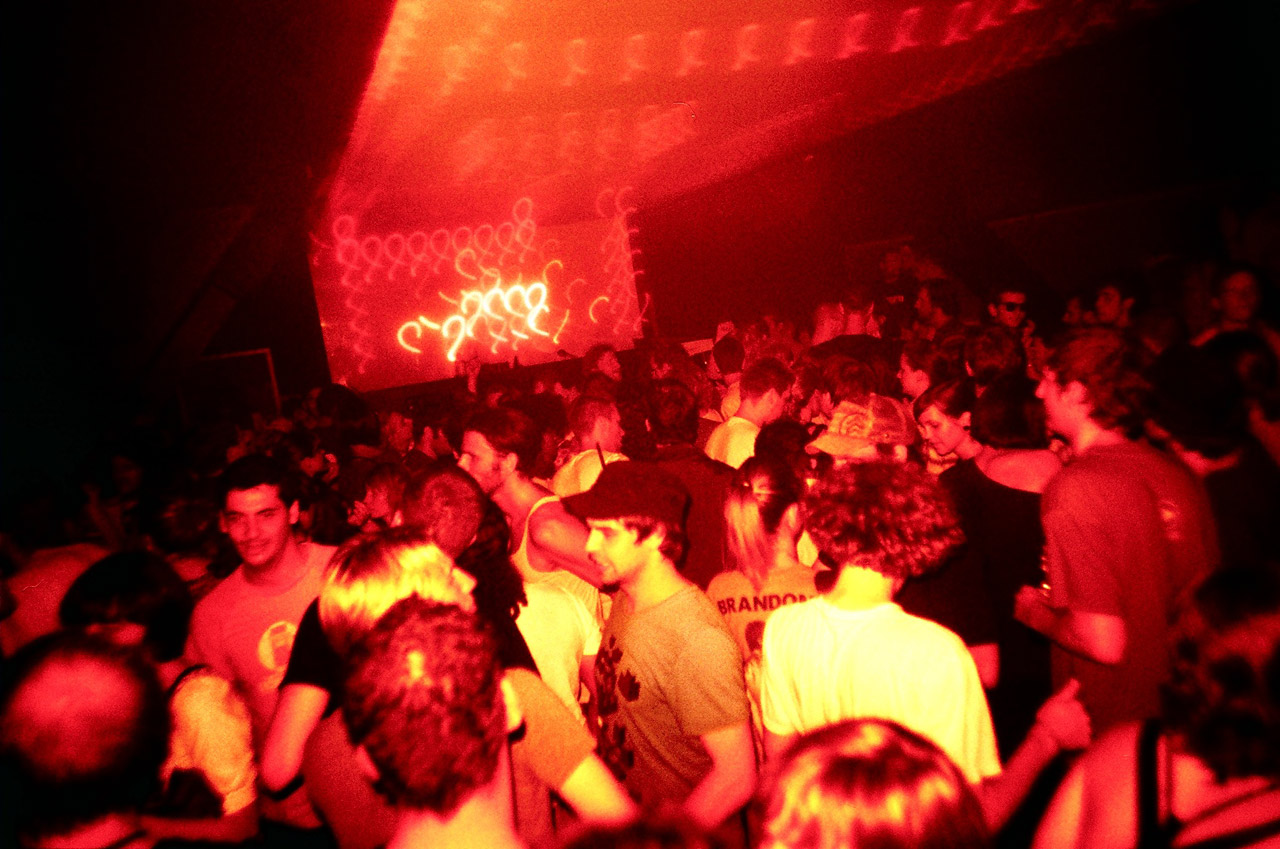
Tanzfläche des Watergate, 2008

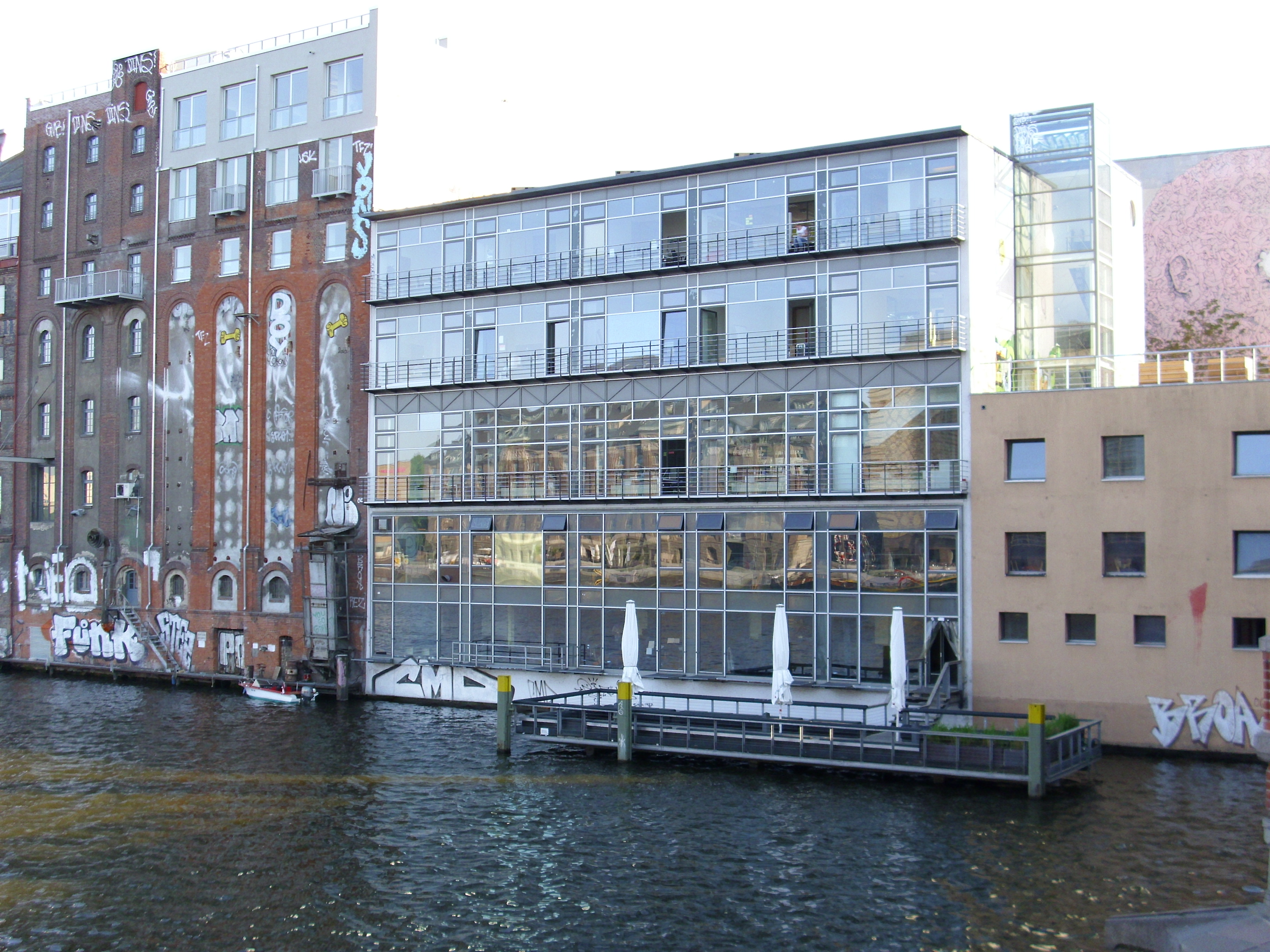
Das Gebäude des Watergate, der Club belegt die unteren beiden Stockwerke

Das Watergate war ein Club der elektronischen Tanzmusik in Berlin.
Das Watergate wurde im Oktober 2002 in einem Bürogebäude an der Oberbaumbrücke am Kreuzberger Spreeufer von Steffen Hack, Ulrich Wombacher, Niklas Eichstädt und Johannes Braun eröffnet. Anfangs war noch ein Musikmix zwischen Reggae, Hip-Hop, Drum and Bass und Techno angesagt, nach kurzer Zeit setzte man ganz auf Tanzmusik im Bereich House und Techno. 2008 kam an gleicher Adresse noch das Plattenlabel Watergate Records hinzu, das Mix-CDs und Vinylplatten der im Watergate auflegenden DJs veröffentlicht. Resident-DJs waren Gheist, Marco Resmann und KEENE.
Das britische DJ Magazine listete den Club seit 2008 in den Club-Charts, 2009 erreichte er dort den achten Platz.
Der Club beteiligte sich 2020 an der Aktion „United We Stream“ der Berliner Clubszene, die durch die Maßnahmen gegen COVID-19 massive Einbußen hinnehmen mussten. Zum Jahresende 2024 schloss der Club, wobei von den Betreibern als Gründe steigende Kosten und eine sich wandelnde Clubkultur angegeben wurden. Damit ist er ein prominentes Beispiel für das Clubsterben in Deutschland.

## Ausstattung
Das Watergate belegte zwei Stockwerke, von denen man jeweils einen Ausblick auf die Spree und das gegenüberliegende Ufer mit dem Eierkühlhaus hat. Im oberen Floor („Mainfloor“) war ein 12 Meter langes LED-Laufband der Firma Room Division an der Decke installiert. Im unteren Floor („Waterfloor“) führte eine Tür zu einer Außenterrasse auf der Spree, die aber nur zeitweise geöffnet war.